# Zespół Szkół Ogólnokształcących nr 1 w Raciborzu
Zespół Szkół Ogólnokształcących nr 1 – zespół szkół ponadpodstawowych w Raciborzu skupiający I Liceum Ogólnokształcące im. Jana Kasprowicza i Liceum Sztuk Plastycznych.

## Historia
I Liceum Ogólnokształcące im. Jana Kasprowicza ma swoją historię związaną z dziejami Królewskiego Gimnazjum Ewangelickiego, które powołał król pruski Fryderyk Wilhelm III w 1818 roku i funkcjonującego w budynku dawnego (skasowanego przez władze pruskie podczas sekularyzacji) konwentu Dominikanek.
Jest to stojąca na wysokim poziomie dydaktycznym placówka oświatowa o profilu humanistycznym, która wiąże ze sobą osobę Jana Kasprowicza, uczęszczającego do gimnazjum ewangelickiego w latach 1882–1883, dlatego też obrała go na swojego patrona.
27 września 2023 budynek szkoły został wpisany do rejestru zabytków nieruchomych województwa śląskiego (nr rej. A/1267/23).

### Kalendarium
Kalendarium historii szkoły:
- od 9 maja 1945 roku – nabór do szkoły organizowany przez Wiktora Kapauna przy pomocy miejscowego duchowieństwa;
- 15 czerwca 1945 roku – oficjalnie rozpoczęto działalność Państwowego Liceum i Gimnazjum, odbył się m.in. pochód młodzieży do kościoła Matki Bożej, nabożeństwo, odśpiewanie hymnu Boże, coś Polskę;
- 16 czerwca 1945 roku – przeniesienie szkoły do obecnie zajmowanego budynku przy ul. Kasprowicza (zbudowany w 1901 roku, był siedzibą władz regencyjnych, a w 1938 roku umieszczono w nim gimnazjum realne, a w końcowym okresie wojny pełnił rolę lazaretu – najpierw niemieckiego, następnie sowieckiego);
- 18 czerwca 1945 roku – wybór pierwszego samorządu uczniowskiego, którego przewodniczącym został Zbigniew Zapłata;
- 26 czerwca 1945 roku – pierwsze zebranie rodziców uczniów szkoły;
- 4 lipca 1945 roku – pierwsze posiedzenie Rady Pedagogicznej, składającej się z trzech osób: Wiktor Kapaun – dyrektor, Józef Podhajski – nauczyciel, Franciszek Chanik – nauczyciel;
- 14 lipca 1945 roku – grono nauczycielskie powiększa się o nauczyciela języka polskiego, Jadwigę Kapuścikową;
- 5 września 1945 roku – dokonanie podziału szkoły na Państwowe Liceum i Gimnazjum Męskie, w dalszym ciągu kierowane przez Wiktora Kapauna oraz Liceum i Gimnazjum Żeńskie, którego dyrektorstwo objął Jerzy Gadolski;
- 12–13 listopada 1945 roku – zorganizowano pierwsze rekolekcje szkolne z okazji uroczystości świętego Stanisława Kostki, patrona szkoły;
- 23 listopada 1945 roku – odbyła się pierwsza wycieczka szkolna (do Katowic na spektakl Wesele Wyspiańskiego);
- 16 stycznia 1946 roku – zorganizowano w auli szkolnej gwiazdkę, w której uczestniczył m.in. ówczesny wicewojewoda Arka Bożek;
- maj 1947 roku – pierwszy egzamin dojrzałości, z 10 abiturientów zdało go 9;
- wrzesień 1947 roku – do gmachu szkolnego wprowadziło się Liceum i Gimnazjum dla Dorosłych;
- 24 września 1947 roku – z połączenia Liceum i Gimnazjum Męskiego z Gimnazjum Żeńskim powstało Państwowe Liceum i Gimnazjum Koedukacyjne, jego dyrektorem został Wiktor Kapaun;
- 19 listopada 1947 roku – funkcje dyrektora szkoły objął Józef Grabowski;
- czerwiec 1948 roku – ufundowanie pierwszego sztandaru szkoły, poświęconego (w konspiracyjny sposób) przez ks. Jana Hajdę;
- 1 września 1948 roku – w wyniku kolejnej reorganizacji powstała Męska Szkoła Ogólnokształcąca Stopnia Podstawowego i Licealnego;
- 8 stycznia 1949 roku – usunięto z pracy w szkole ks. Jana Hajdę, a tym samym zlikwidowano nauczanie religii;
- 24 stycznia 1949 roku – nadanie szkole imienia Jana Kasprowicza;
- 1 listopada 1949 roku – początek istnienia internatu szkolnego przy ulicy Leczniczej;
- sierpień 1950 roku – dyrektorem szkoły został Andrzej Charzewski;
- wrzesień 1956 roku – dokonano zmiany struktury organizacyjnej szkoły, w wynik której powstała Szkoła Podstawowa i Liceum Ogólnokształcące Nr 9 im. Jana Kasprowicza
- 1 września 1959 roku – funkcję dyrektora szkoły przejęła Irena Ścibor-Rylska
- wrzesień 1965 roku – dokonano podziałów na dwie szkoły – Szkołę Podstawową Nr 9 oraz I Liceum Ogólnokształcące im. Jana Kasprowicza;
- 11 września 1965 roku – odbyły się uroczystości 20-lecia szkoły (główna akademia w Powiatowym Domu Kultury, w jej trakcie wręczono nowy sztandar szkoły, ufundowany przez rodziców);
- 17 listopada 1966 – śmierć Ireny Ścibor-Rylskiej, stanowisko dyrektora szkoły objął Marian Lipa, dotychczasowy wicedyrektor;
- 14 marca 1967 – zorganizowano uroczystą Sesję Kasprowiczowską i w ten sposób po raz pierwszy obchodzono Dzień Patrona I LO;
- 23 maja 1970 roku – zorganizowano uroczysty zjazd absolwentów z roku 1950;
- 10 czerwca 1970 roku – otwarto wystawę dorobku 25-lecia I Liceum Ogólnokształcącego im. Jana Kasprowicza.
- 1 września 1971 roku – Szkoła Podstawowa Nr 9 „wyprowadziła się” z gmachu I LO.
- 1 września 1972 roku – dyrektorem szkoły został Kamil Simek.
- 31 marca 1973 roku – w ramach obchodów Dnia Patrona odsłonięto tablicę pamiątkową ku czci Jana Kasprowicza (na pierwszym piętrze budynku szkolnego);
- grudzień 1977 roku – z inicjatywy nauczycielki języka polskiego Jadwigi Janik, zorganizowano w Raciborzu II Zlot Szkół im. Jana Kasprowicza; rozmach i poziom imprezy na długo zostały zapamiętane w środowisku polonistów szkół kasprowiczowskich z różnych regionów krajów;
- 1 września 1978 roku – utworzono zbiorczy zakład szkolny pod nazwą: Zespół Szkół Ogólnokształcących w Raciborzu, w jego skład weszły I liceum Ogólnokształcące im. Jana Kasprowicza oraz Liceum Ogólnokształcące dla Pracujących im. Gustawa Morcinka; dyrektorem placówki został Kamil Simek;
- 18 listopada 1980 roku – odbyło się zebranie założycielskie Szkolnego Koła NSZZ „Solidarność”, do którego należało 80% nauczycieli i pracowników Zespołu Szkół Ogólnokształcących;
- 9 grudnia 1981 roku – w auli szkolnej odbyło się, z inicjatywy Samorządu Uczniowskiego, bezprecedensowe spotkanie młodzieży I LO z protestującymi w owym czasie studentami;
- 8 czerwca 1985 roku – zorganizowano uroczystości związane z 40 leciem działalności I Liceum Ogólnokształcącego;
- 1 września 1990 roku – Janusz Nowak objął funkcję dyrektora Zespołu Szkół Ogólnokształcących;
- 15 grudnia 1990 roku – zorganizowano uroczystości Dnia Patrona oraz 45-lecia I LO, obchody rozpoczęły się Mszą świętą, którą odprawiał absolwent szkoły, ks. biskup Gerard Kusz;
- 1–9 czerwca 1991 roku – po raz pierwszy grupa młodzieży I LO wyjechała do zaprzyjaźnionej szkoły w La Souterraine we Francji.Ten historyczny fakt jest początkiem coraz bardziej ożywionej współpracy i wymiany ze szkołami, również z Niemiec;
- kwiecień 1992 roku – ogłoszony przez Kuratorium Oświaty konkurs na stanowisko dyrektora Zespołu Szkół Ogólnokształcących w Raciborzu wygrał Janusz Nowak, który od 1 września rozpoczął pięcioletnią kadencję;
- grudzień 1995 roku – zorganizowano obchody 50-lecia I LO. Po raz pierwszy w całym okresie istnienia szkoły odbył się zjazd absolwentów wszystkich roczników;
- 1 września 1997 roku – funkcję dyrektora ZSO objęła mgr Janina Wystub;
- wrzesień 1997 roku – inauguracja roku szkolnego dla pierwszej w historii szkoły klasy dwujęzycznej i otwarcie pracowni językowej;
- 1 września 1998 roku – wprowadzenie rozszerzonej nauki języka francuskiego – DELF
- styczeń 1999 roku – rejestracja Stowarzyszenia Absolwentów i Przyjaciół I LO;
- 1 marca 1999 roku – rozpoczęcie pierwszej edycji Programu UE Socrates – Comenius (współpraca ze szkołami z Niemiec, Włoch i Hiszpanii);
- maj 2000 roku – pierwsza matura w klasie z językiem ojczystym niemieckim;
- wrzesień 2001 – powstanie Gimnazjum Dwujęzycznego;
- wrzesień 2004 – utworzenie Zespołu Szkół Ogólnokształcących nr 1;
- wrzesień 2006 – odznaczenie szkoły znakiem jakości Interkl@sa;
- 20 września 2007 – nadanie patrona Gimnazjum – Joseph von Eichendorff;
- 1 września 2011 – powstanie Liceum Plastycznego;
- 1 września 2017 – funkcję dyrektora ZSO nr 1 objęła mgr Marzena Kacprowicz;
- wrzesień 2019 – Liceum Plastyczne zmienia nazwę na Liceum Sztuk Plastycznych.

## Dydaktyka
W skład Zespołu Szkół Ogólnokształcących wchodzą dwie szkoły ponadpodstawowe:
- I Liceum Ogólnokształcące im. Jana Kasprowicza
- Liceum Sztuk Plastycznych

Od 2001 do wygaśnięcia w czerwcu 2019 działało też Gimnazjum z Oddziałami Dwujęzycznymi im. Josepha von Eichendorffa.

## Dyrektorzy
- Wiktor Kapaun (9 maja 1945 – 19 listopada 1947),
- Józef Grabowski (19 listopada 1947 – 31 sierpnia 1950),
- Andrzej Charzewski (1 września 1950 – 31 sierpnia 1959),
- Irena Ścibor-Rylska (1 września 1959 – 17 listopada 1966),
- Marian Lipa (17 listopada 1966 – 31 sierpnia 1972),
- Kamil Simek (1 września 1972 – 31 sierpnia 1990),
- Janusz Nowak (1 września 1990 – 31 sierpnia 1997),
- Janina Wystub (1 września 1997 – 31 stycznia 2008),
- Wojciech Janiczko (1 lutego 2008 – 31 sierpnia 2017),
- Marzena Kacprowicz (od 1 września 2017).

## Znani absolwenci
- Rafał Brzoska – ekonomista, przedsiębiorca, założyciel InPostu
- Adam Hibszer – dr geografii na Uniwersytecie Śląskim, przewodniczący Komitetu Okręgowego Olimpiady Geograficznej i Nautologicznej
- Marek Migalski – politolog; poseł do Parlamentu Europejskiego
- ks. prof. Piotr Morciniec – kierownik Katedry Teologii Moralnej, Etyki Społecznej i Duchowości Wydziale Teologii Uniwersytetu Opolskiego
- Arkadiusz Mularczyk – poseł na Sejm RP
- Jerzy Pająk - historyk, wykładowca Akademii Świętokrzyskiej
- Tomasz Pietrzykowski – dr hab. nauk prawnych; były wojewoda śląski
- Jan Prasek – lekkoatleta
- Michał Woś – minister środowiska, wiceminister sprawiedliwości, poseł na Sejm RP